# Pterella convergens
Pterella convergens är en tvåvingeart som först beskrevs av Pandelle 1895.  Pterella convergens ingår i släktet Pterella och familjen köttflugor.
Artens utbredningsområde är Frankrike. Inga underarter finns listade i Catalogue of Life.